# Wimbledon Championships 1972
Die 86. Wimbledon Championships waren ein Tennis-Rasenplatzturnier der Klasse Grand Slam, das von der ITF veranstaltet wurde. Es fand vom 26. Juni bis zum 9. Juli 1972 in London, Großbritannien statt. Ausrichter war der All England Lawn Tennis and Croquet Club.
Titelverteidiger im Einzel waren John Newcombe bei den Herren sowie Evonne Goolagong bei den Damen. Im Herrendoppel waren Roy Emerson und Rod Laver, im Damendoppel Rosie Casals und Billie Jean King die Titelverteidiger. Im Mixed waren Billie Jean King und Owen Davidson die Titelverteidiger.

## Herreneinzel

### Setzliste
| Nr. | Spieler        | Erreichte Runde |
| --- | -------------- | --------------- |
| 01. | Stan Smith     | Sieg            |
| 02. | Ilie Năstase   | Finale          |
| 03. | Manuel Orantes | Halbfinale      |
| 04. | Andrés Gimeno  | 2. Runde        |

| Nr. | Spieler             | Erreichte Runde |
| --- | ------------------- | --------------- |
| 05. | Jan Kodeš           | Halbfinale      |
| 06. | Pierre Barthes      | Achtelfinale    |
| 07. | Bob Hewitt          | 1. Runde        |
| 08. | Alexander Metreweli | Viertelfinale   |

## Dameneinzel

### Setzliste
| Nr. | Spielerin        | Erreichte Runde |
| --- | ---------------- | --------------- |
| 01. | Evonne Goolagong | Finale          |
| 02. | Billie Jean King | Sieg            |
| 03. | Nancy Richey     | Viertelfinale   |
| 04. | Chris Evert      | Halbfinale      |

| Nr. | Spielerin      | Erreichte Runde |
| --- | -------------- | --------------- |
| 05. | Kerry Melville | 3. Runde        |
| 06. | Rosie Casals   | Halbfinale      |
| 07. | Virginia Wade  | Viertelfinale   |
| 08. | Françoise Dürr | Viertelfinale   |

## Herrendoppel

### Setzliste
| Nr. | Paarung                      | Erreichte Runde |
| --- | ---------------------------- | --------------- |
| 01. | Bob Hewitt Frew McMillan     | Sieg            |
| 02. | Stan Smith Erik van Dillen   | Finale          |
| 03. | Pierre Barthes Andrés Gimeno | Achtelfinale    |
| 04. | Juan Gisbert Manuel Orantes  | Viertelfinale   |

## Damendoppel

### Setzliste
| Nr. | Paarung                      | Erreichte Runde |
| --- | ---------------------------- | --------------- |
| 01. | Billie Jean King Betty Stöve | Sieg            |
| 02. | Rosie Casals Virginia Wade   | Halbfinale      |
| 03. | Judy Dalton Françoise Dürr   | Finale          |
| 04. | Evonne Goolagong Nell Truman | 2. Runde        |

## Mixed

### Setzliste
| Nr. | Paarung                         | Erreichte Runde |
| --- | ------------------------------- | --------------- |
| 01. | Kim Warwick Evonne Goolagong    | Finale          |
| 02. | Ilie Năstase Rosie Casals       | Sieg            |
| 03. | Clark Graebner Billie Jean King | Halbfinale      |
| 04. | Frew McMillan Judy Dalton       | Viertelfinale   |